# Razafimandimbisonia humblotii
Razafimandimbisonia humblotii là một loài thực vật có hoa trong họ Thiến thảo. Loài này được (Drake) Kainul. & B.Bremer mô tả khoa học đầu tiên năm 2009.